# 1 Gwardyjska Dywizja Strzelecka
1 Gwardyjska Proletariacka Moskiewsko-Mińska Dywizja Strzelecka odznaczona orderem Lenina, dwoma Orderami Czerwonego Sztandaru, orderem Suworowa i Kutuzowa (ros. 1-я гвардейская мотострелковая Пролетарская Московско-Минская ордена Ленина, дважды Краснознамённая, орденов Суворова и Кутузова дивизия) – związek taktyczny piechoty Armii Czerwonej, Armii Radzieckiej i Sił Zbrojnych Federacji Rosyjskiej.

## 1 Dywizja Strzelecka (1926–1939)
Dywizja sformowana 26 grudnia 1926 roku na bazie części oddziałów garnizonu moskiewskiego w składzie:
- 1 pułk strzelców powstały na bazie 1 Moskiewskiego Samodzielnego Pułku Strzeleckiego,
- 2 pułk strzelców powstały na bazie samodzielnego szkolnego batalionu strzelców przy Wyższych kursach taktycznych "Wystrzał",
- 3 pułk strzelców powstały na bazie 1 samodzielnego batalionu strzelców ochrony Wojskowej Rewolucyjnej Rady ZSRR oraz 20 samodzielnego batalionu strzelców.

7 września 1939 roku na bazie dywizji sformowano trzy nowe dywizje: 115 Dywizja Strzelecka, 126 Dywizja Strzelecka, a na bazie 6 pułku strzeleckiego nową 1 Dywizję Strzelców. 

## 1 Moskiewska Dywizja Strzelców Zmotoryzowanych (1939–1941)
30 grudnia 1939 roku, zgodnie z dyrektywą WS MOW, rozpoczęła ona reorganizację w dywizję zmotoryzowaną - 1 Moskiewska Dywizja Strzelców Zmotoryzowanych. W czerwcu 1941 roku w składzie 7 Korpusu Zmechanizowanego (20 Armii).
Skład dywizji w 1941 roku:
- 12 pułk pancerny
- 6 pułk strzelców zmotoryzowanych
- 175 pułk strzelców zmotoryzowanych
- 13 pułk artylerii
- 93 samodzielny batalion rozpoznawczy
- 28 samodzielny batalion łączności
- 22 batalion inżynieryjny
- 300 samodzielny dywizjon przeciwlotniczy
- 123 dywizjon przeciwpancerny
- 165 dywizjon artylerii
- 54 batalion remontowy
- 87 batalion sanitarny
- 45 batalion transportowy
- 29 kompania regulowania ruchem
- 30 piekarnia polowa
- 218 poczta polowa
- 364 polowa kasa Gosbanku

## 1 Dywizja Pancerna (II formowania) (1941)
18 sierpnia 1941 roku dywizja została przemianowana na 1 Dywizję Pancerną.